# Ion Vlasiu
Ion Vlasiu (n. 6 mai 1908, Lechința, județul Mureș – d. 18 decembrie 1997, București) a fost un sculptor, pictor și scriitor român.
După școala de arte și meserii unde a mers la măsari în loc de lăcătuși-mecanci cum ar fi vrut tutorele său, de la Târgu-Mureș și-a continuat studiile la Academia de Arte Frumoase din Cluj (1928 – 1930) la clasa profesorului Romulus Ladea, pe care nu a absolvit-o, neavând bani să-și plătească taxele de studii. La 24 de ani avea deja prima expoziție personală un succes real cultural și material, de sculptură la Târgu Mureș după o vară de clinciuri cu Moșu și purtând încălțările Bunei cărora le-a rupt tocurile cu cleștele, ducându-și Operele cu o căruță de ocazie din sat, care, ca și cele care au urmat, s-a bucurat de caracterizări pozitive în presa scrisă și achiziții din partea notabilităților mureșene.
Orfan de mic, lechințean, ținut de Moșu și Buna din Ogra, a restaurant ca asistent biserica orrtodoxă de lângĂ cetatea Devei în capitolele în care o menționează pe fiica preotului ortodox al acelei biserici pe care o numește Ochi-Verzi și a fost un timp și profesor de desen la Facultattea de pictură din Parcul Mare Cluj, după care a pierdut postul și a stat lângă bazinul din marginea parcului, ca vagabond artistic, cu o bucată de plastelină în mână, pe care o lucra în fiecare zi, după cum narează în cartea autobiografică semnată cu data Paris, 1938 - „Am plecat din sat”.
A fost profesor la Academia de arte frumoase din Timișoara (1938).
A lucrat ca redactor șef al revistei Arta (1966 – 1969).
Casa memorială a sculptorului Ioan Vlasiu se află în localitatea Bistra Mureșului.

## Premii
- Premiul Academiei Române, 1939;
- Premiul Anastase Simu, 1942;
- Doctor Honoris Causa al Universității Babeș-Bolyai din Cluj, 1993

### Distincții
- titlul de Artist Emerit al Republicii Populare Romîne (18 august 1964) „pentru merite deosebite în activitatea desfășurată în domeniul teatrului, muzicii, artelor plastice și cinematografiei”[4]
- Ordinul „Meritul Cultural” clasa a II-a (1968) „pentru activitate deosebită în domeniul artelor plastice”[5]
- Ordinul „Meritul Cultural” clasa I (20 aprilie 1971) „pentru merite deosebite în opera de construire a socialismului, cu prilejul aniversării a 50 de ani de la constituirea Partidului Comunist Român”.[6]
- Ordinul Muncii clasa a II-a (29 aprilie 1983) „pentru contribuția adusă la înfăptuirea politicii partidului și statului de făurire a societății socialiste multilateral dezvoltate în patria noastră și rezultatele deosebite obținute în întrecerea socialistă pentru îndeplinirea și depășirea planului național unic de dezvoltare economico-socială pe anul 1982”[7]

## Opera sculpturală (selecție)

Maternitate, Parcul Floreasca

Maternitate, Grădina Icoanei

- Maternitate (București, 1958) - se află în Parcul Floreasca,
- Horia, Cloșca și Crișan (Cluj, 1974),
- Monumentul Unirii (Blaj, 1975),
- Monumentul lui Aurel Vlaicu (Târgu-Mureș 1976),
- Ion Creangă (Piatra Neamț, 1983)
- Monumentul lui Constantin Romanu Vivu — martir al Revoluției de la 1848–1849 — este opera artistului, fiind dezvelit în Sângeorgiu de Mureș, în septembrie 1989, localitatea în care revoluționarul a fost executat.

## Opera literară
A debutat cu versuri în revista „O lume nouă“, în 1930. 
Proză
- Am plecat din sat, roman, 1938;
- Poveste cu năluci, 1941;
- Drum spre oameni, 1962;
- O singură iubire, 1965;
- Puiul de veveriță, 1967;
- În spațiu și timp, jurnal, vol. I 1970, vol. II 1971, vol. III 1973, vol. IV 1987;
- Ghicitori pentru copii, 1971;
- Lumea poveștilor, 1972;
- Cartea de toate zilele, 1984;
- Monolog asimetric, 1988;
- Obraze și măști, 1995;
- Succes moral, 1985;
- Vlăsiile și alte poeme, 2004